# 70º Stormo
Il 70º Stormo "Giulio Cesare Graziani", con sede sull'Aeroporto Militare di Latina, è una scuola di volo dipendente dal Comando scuole A.M./3ª Regione Aerea.
Lo stormo si occupa di selezionare ed addestrare i futuri piloti dell'Aeronautica Militare e di altre forze armate e corpi armati italiani, e di formare cadetti di forze armate estere.

## Storia
L'aeroporto di Littoria (oggi Latina), attualmente sede dello stormo, fu inaugurato il 28 marzo del 1938 e intitolato al capitano pilota Enrico Comani. Fu trasformato da campo di manovra in aeroporto attrezzato e conseguente vennero soppressi i campi di fortuna di Cisterna e, Terracina, mentre il campo di volo Sezze con la Scuola di Volo a Vela rimase attivo fino al 1943.
L'aeroporto il 1º maggio del 1939 accolse inoltre la Scuola di Volo Senza Visibilità (SVSV), costituita nel dicembre del 1938 sull'aeroporto di Ciampino, presso la quale si addestravano piloti e specialisti dei vari reparti della Regia Aeronautica ad operare in condizioni meteorologiche avverse e di notte. Tale attività proseguì, con una interruzione di qualche mese nel 1940, fino all'aprile del 1943.

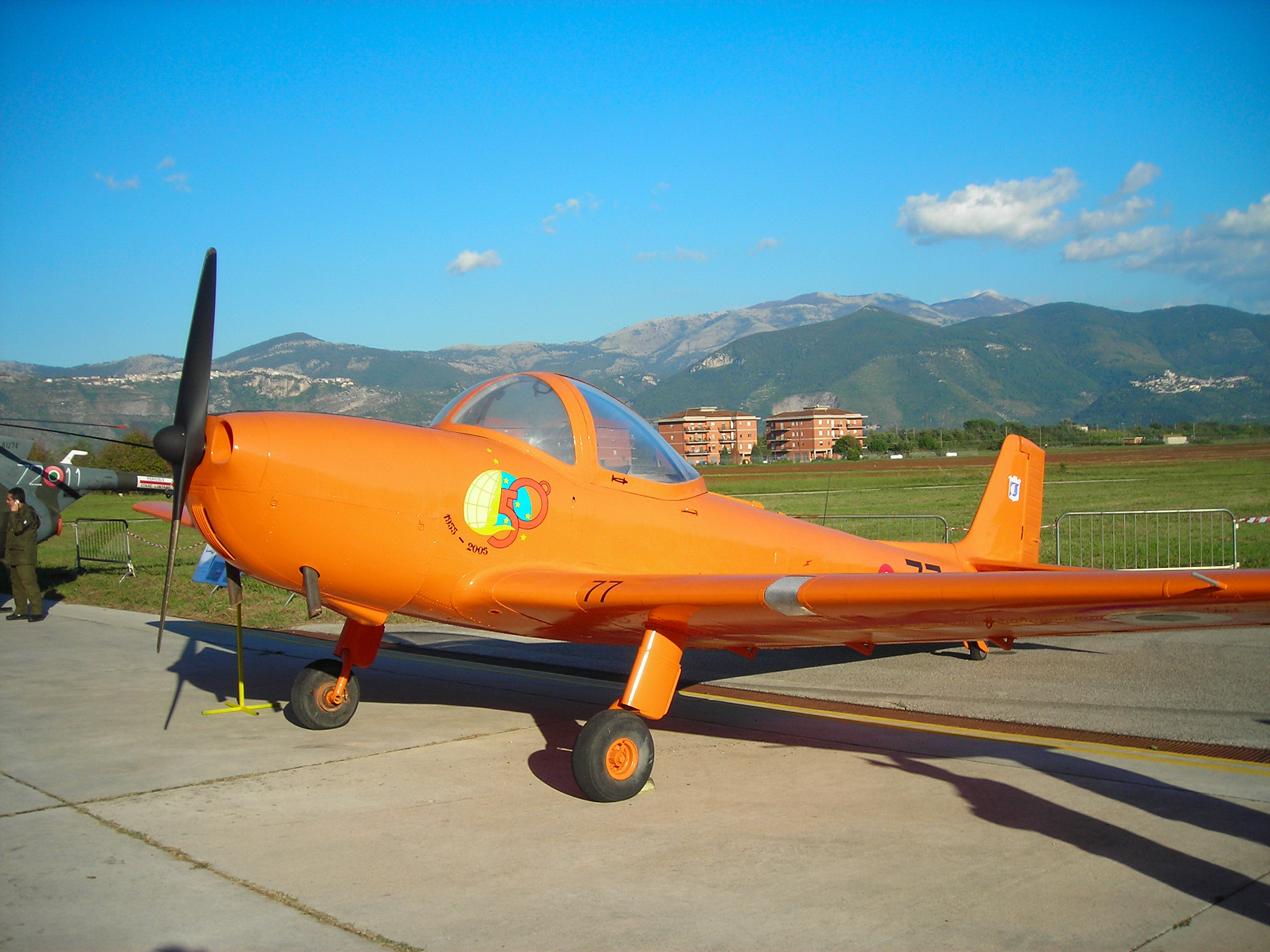
Piaggio P.148 restaurato in occasione dei 50 anni della Scuola di volo

### Dopoguerra
Agli inizi del 1955, con la riorganizzazione della Forza armata, fu costituita presso l'aeroporto di Latina la Scuola Addestramento Plurimotori (SAP), nata dalla chiusura della Scuola Istruzione Equipaggi (SIE) proveniente da Frosinone alla fine del 1954. La SAP fu dotata di velivoli Beechcraft Model 18 (C-45) e DC-3.
Nel 1961 la SAP viene trasformata in Scuola Volo Basico Avanzato Elica (SVBAE), con compiti più ampi, tra i quali spicca quello della formazione di piloti militari per i velivoli plurimotori, compito che integrerà, a partire dal 1973, nell'attività di selezione al volo, inizialmente con il velivolo Piaggio P.148 e successivamente tramite i SIAI-Marchetti SF260AM entrato in linea nel marzo del 1976, che costituì da allora la sua prerogativa principale ed esclusiva.

### Il 70º Stormo
Dal 1985 la Scuola ha assunto la denominazione di 70º Stormo.

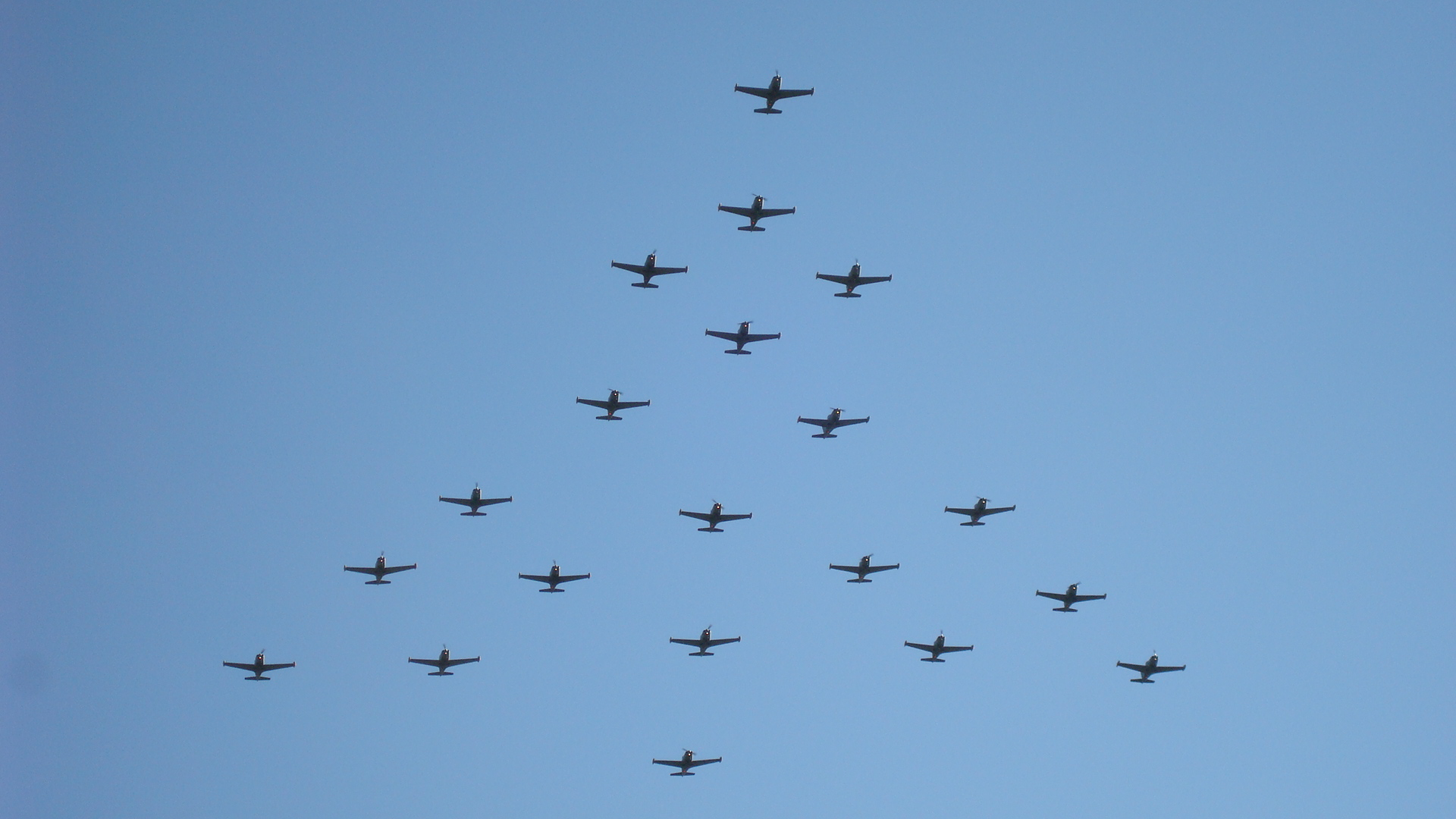
Formazione ad albero di Natale di 20 SF260EA

Il 9 giugno 2005 lo Stormo ha festeggiato i suoi 50 anni di vita (dalla costituzione della SAP) all'aeroporto di Latina con una manifestazione aerea aperta al pubblico. Nella cerimonia è stato presentato il nuovo addestratore SF260EA ed è stata inaugurata una stele commemorativa, in onore ai caduti della scuola di volo. Per l'occasione è stata ideata una speciale livrea dorata dell'SF260AM, a voler simboleggiare le nozze d'oro tra lo Stormo e la comunità pontina. Venne inoltre presentato il restauro di un vecchio Piaggio P.148, velivolo utilizzato negli anni settanta come addestratore.
Il 13 dicembre 2007 lo Stormo ha organizzato, in occasione delle festività natalizie, un volo in formazione con 20 SF260EA, realizzando un albero di Natale volante, forse la più grande formazione di SF260 mai realizzata.
Dal 4 all'11 aprile 2008, il 70º Stormo ha partecipato, per la prima volta nella sua storia, all'esercitazione Spring Flag, rischierando sull'aeroporto di Alghero tre SF260EA per l'addestramento degli assetti della difesa aerea con compiti di slow movers interceptor (intercettazione di velivoli a basse prestazioni).
Il 14 marzo 2009, il 70º Stormo è stato intitolato alla memoria di Giulio Cesare Graziani, generale della Regia aeronautica ed eroe della seconda guerra mondiale e medaglia d'oro al valor militare, che peraltro prestò servizio presso l'aeroporto di Littoria durante il periodo bellico.

## Attività

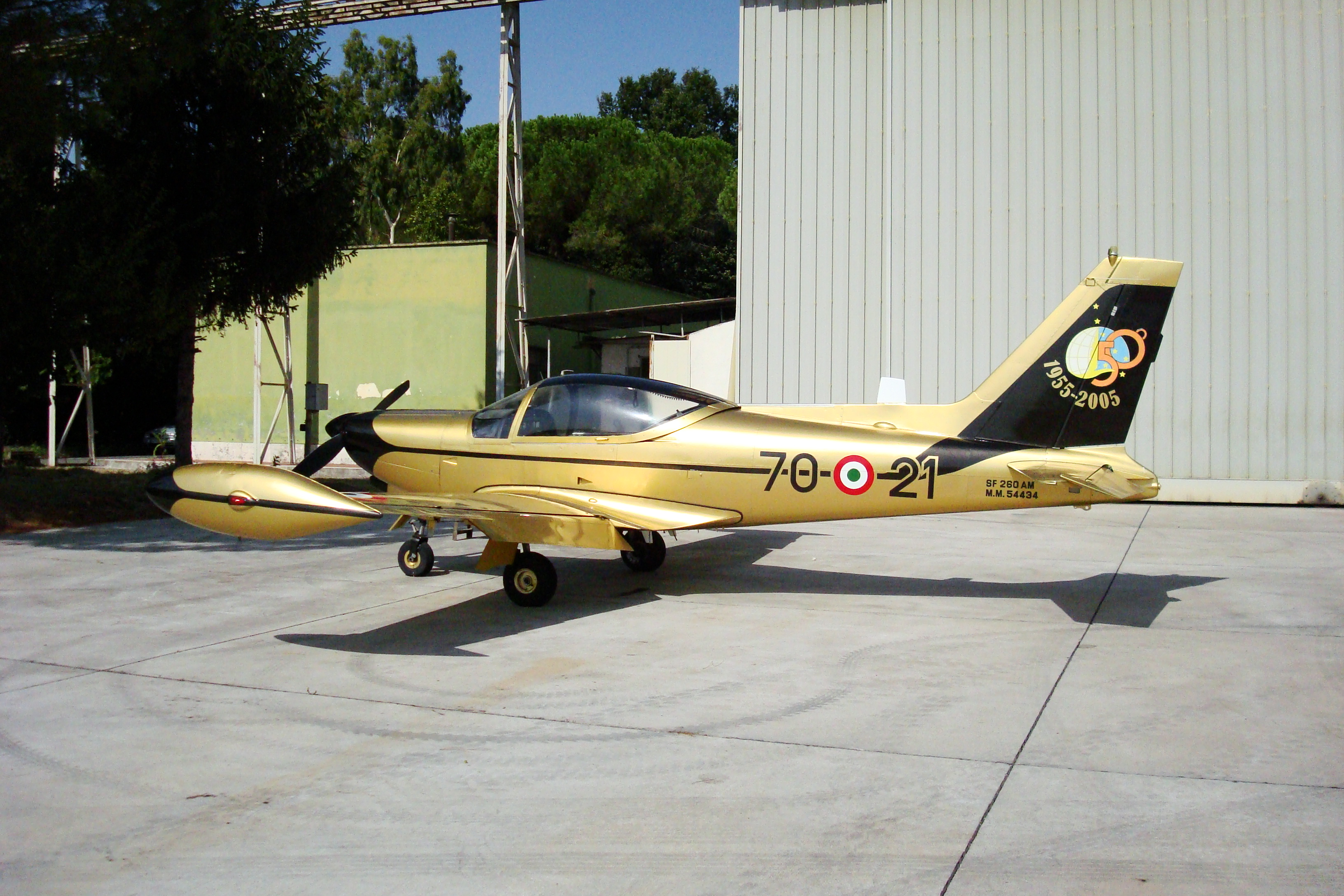
Lo SF-260AM Special Color realizzato per festeggiare i 50 anni della Scuola di volo

La principale missione dello stormo consiste nello «svolgere le previste selezioni e corsi per il conseguimento del brevetto di pilota/navigatore d'aeroplano e per l'addestramento iniziale su velivoli ad elica, per gli allievi naviganti dell'A.M., delle altre FF.AA. e Corpi Armati dello Stato».
Presso il 70º Stormo si effettua:
- la selezione al volo e l'addestramento basico degli allievi dell'Aeronautica militare per il conseguimento del brevetto di pilota d'aeroplano;
- il corso basico iniziale ad elica, comprendente forme di volo più avanzate (volo acrobatico, volo strumentale e volo in formazione);
- la prima fase del corso per il conseguimento del brevetto di pilota militare;
- i corsi di abilitazione per i piloti militari neo qualificati istruttori di volo;
- i corsi di abilitazione sui velivoli in dotazione allo Stormo;
- la selezione e l'addestramento degli allievi dell'Accademia Aeronautica destinati al ruolo navigatori, fino al conseguimento del brevetto di navigatore d'aeroplano;
- corsi per il conseguimento del brevetto di pilota militare su P.166 DL3 e P.166 DP1.

## Organigramma e struttura
Lo Stormo è organizzato secondo la seguente struttura:
Le principali articolazioni del 70º Stormo sono:
- il 207º Gruppo volo
- il Gruppo istruzione professionale
- il Gruppo efficienza aeromobili
- il 470º Gruppo S.T.O.
- il 570º Gruppo S.L.O.

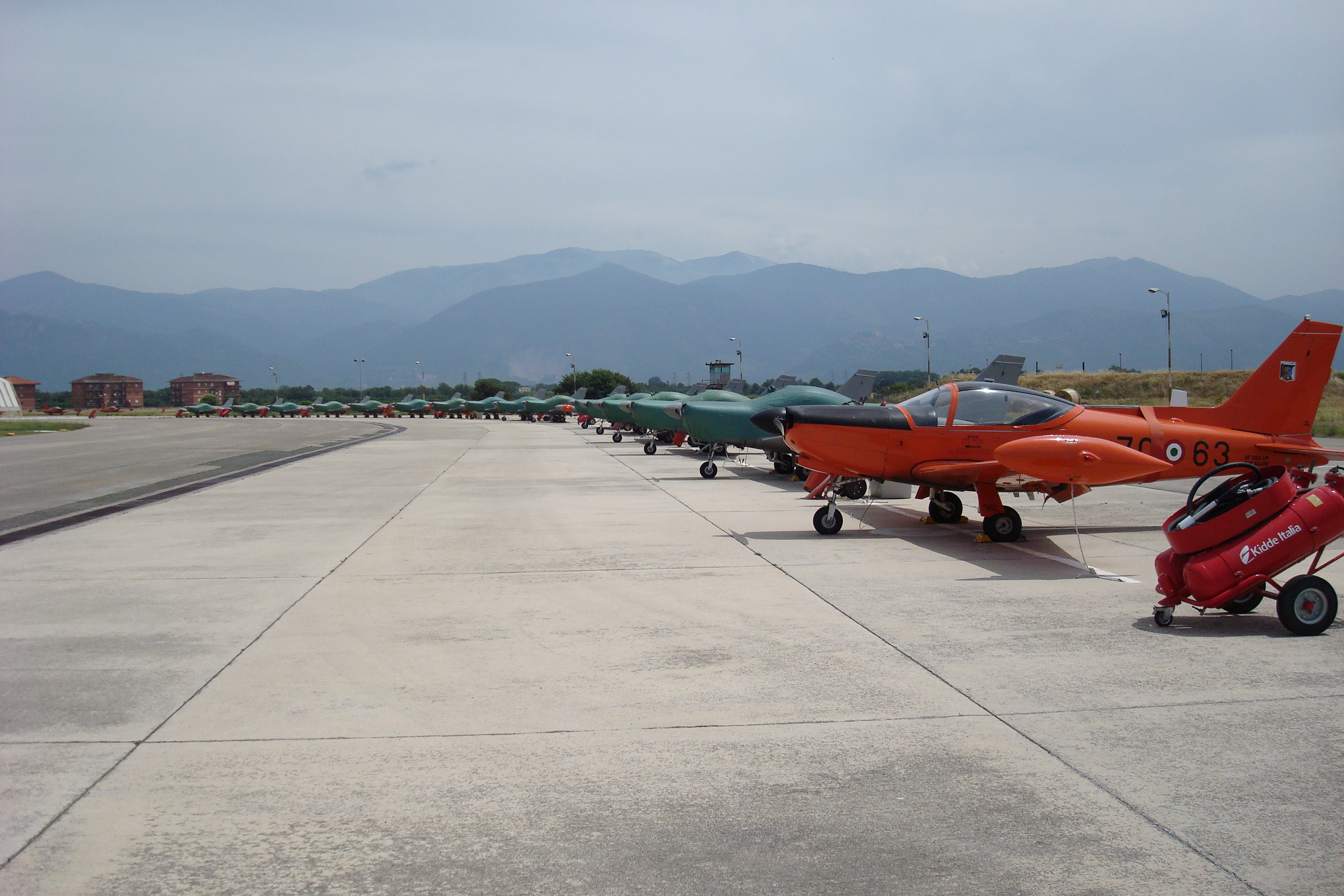
La linea volo del 70º Stormo con gli SF-260EA e, in primo piano, l'ultimo SF-260AM in dotazione all'Aeronautica Militare.

- la Compagnia protezione delle forze
- il servizio amministrativo

Sono organi di staff del 70º Stormo:
- l'ufficio comando
- l'ufficio operazioni
- l'infermeria di corpo
- l'ufficio sicurezza volo
- la 674ª Squadriglia collegamenti (dipendente dall'ufficio operazioni)

Dipendono a vario titolo dal 70º Stormo, il teleposto (Tlc-Meteo) di San Felice Circeo, il teleposto (Tlc) di Ponza e il distaccamento ordinario lavori del demanio.

## Araldica dei reparti
Di seguito sono rappresentati i distintivi dei reparti su cui è attualmente organizzato il 70º Stormo.

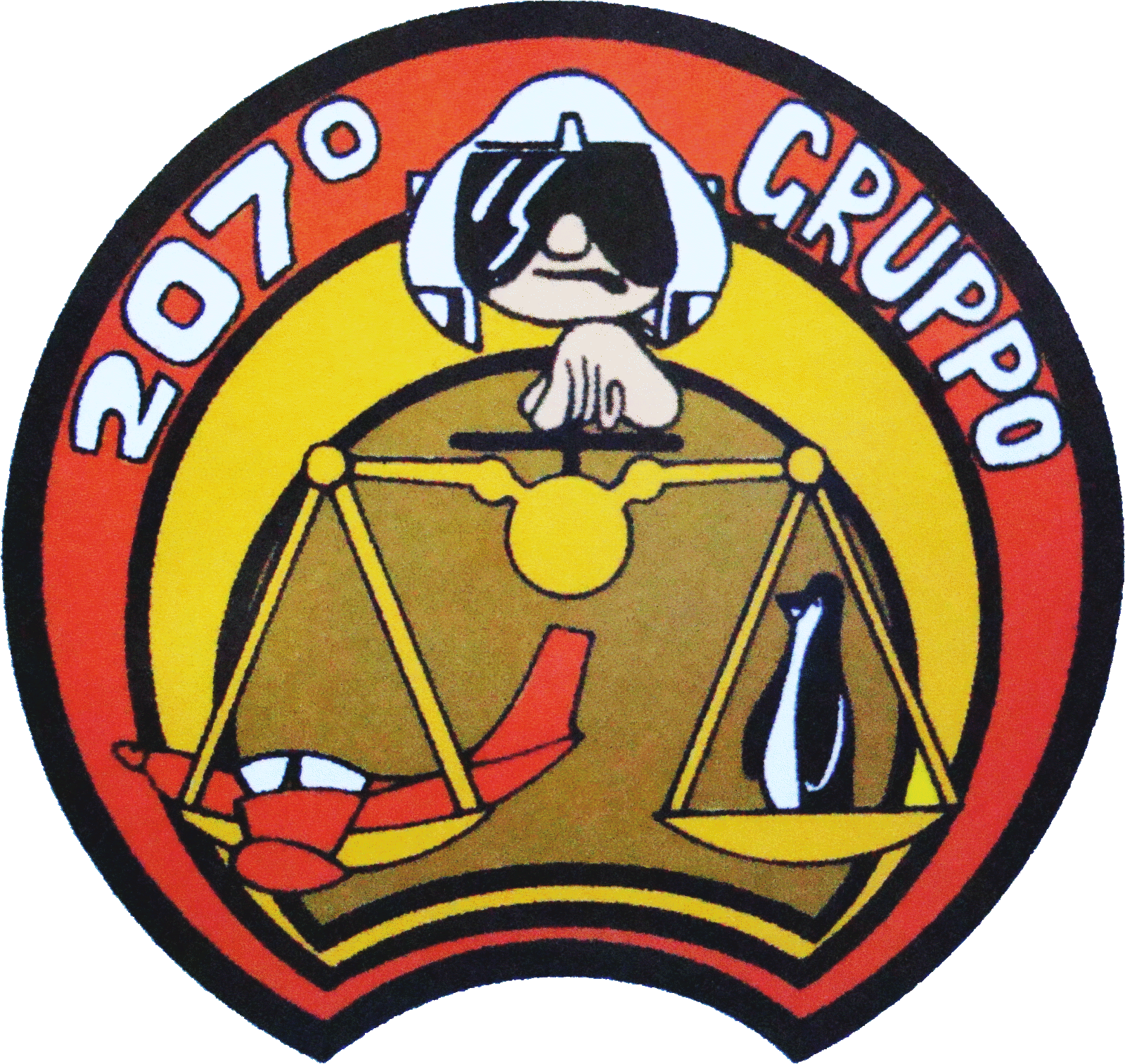
Distintivo del 207º Gruppo volo
Distintivo del Gruppo istruzione professionale
Distintivo del Gruppo efficienza aeromobili
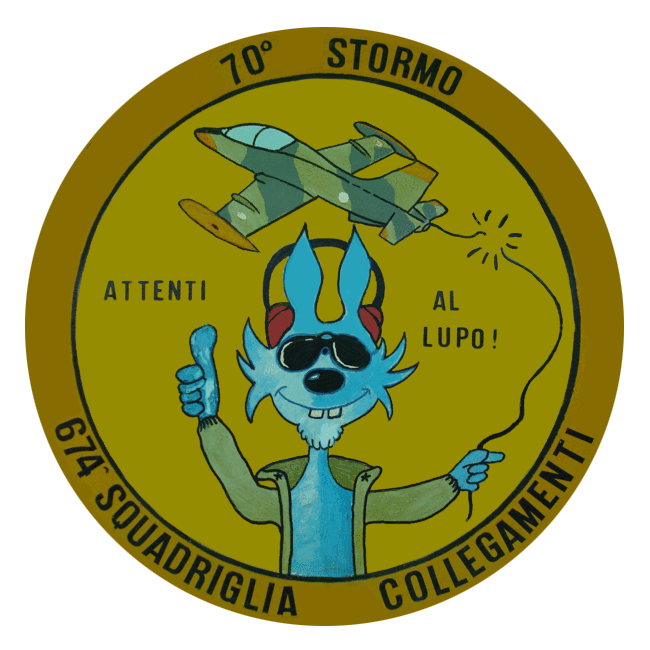
Distintivo della 674ª Squadriglia collegamenti

### Araldica storica
Di seguito sono rappresentati i distintivi storici del 70º Stormo e dei reparti su cui era organizzato.

Stemma della Scuola di volo senza visibilità della Regia Aeronautica
Stemma della Scuola addestramento plurimotori
Stemma della Scuola volo basico avanzato elica
Stemma del 207º Gruppo volo
Distintivo del Centro manutenzione